# Nicola Piovani
Nicola Piovani (26 de maio de 1946) é um compositor clássico e de trilhas sonoras para filmes e peças de teatro italiano.
Depois do colégio, Piovani estudou na Universidade La Sapienza, recebendo sue diploma em piano do Conservatório de Milão em 1967 e mais tarde estudou orquestração, tendo como professor o grego Manos Hadjidakis.
É famoso por compôr a trilha sonora para o filme La vita è Bella (1998), tendo vencido o Oscar de Melhor Trilha Sonora por seu trabalho.
Durante muitos anos acreditou-se que Nicola Piovani era um pseudónimo usado pelo compositor Ennio Morricone, algo que Piovani usa como piada quando fala em público.